# Блинов, Юрий Михайлович
Юрий Михайлович Блинов родился 18 января 1946 года на Урале, в Ирбитском районе Свердловской области. 

## Биография
Окончил Калининский торфяной институт (ныне — Тверской государственный технический университет). 
В 1983 году в газете «Северная вахта» (г. Ноябрьск, Ямало-Ненецкий автономный округ) состоялась первая литературная публикация. . Позднее вышел первый роман — «Дороги Чубарова».  Писал как для взрослых, так и для детей: в 1997 году вышей сборник сказок Юрия Блинова «Сын хозяина», включающий такие произведения, как «Зайкина школа» и другие. 
В 2010 году вышел роман-эпопея «Лесные вольные», повествующий о быте, истории и мифологии лесных ненцев, коренного народа Севера. 
Творчество Юрия Блинова раскрывает особенности жизни северян. Особое место в его произведениях занимает образ природы и «свободный, испытуемый миром человек». Писатель широко использует разговорную речь. 
Большую часть своих произведений Юрий Блинов написал в городе Губкинский Ямало-Ненецкого автономного округа. Последние годы жизни писателя прошли в Москве. 